# Elijärvi (sjö i Lappland, lat 66,47, long 29,37)
Elijärvi är en sjö i Finland. Den ligger i kommunen Salla i landskapet Lappland, i den nordöstra delen av landet, 700 km norr om huvudstaden Helsingfors. Elijärvi ligger 256 meter över havet. Arean är 7,9 hektar och strandlinjen är 3,27 kilometer lång. Sjön  ingår i Koundaälvens huvudavrinningsområde. 